# Cia☆おっ
「Cia☆おっ」（ちゃおっ）は、日本の女性アイドルグループ、あかぎ団の楽曲。2011年12月17日にあかぎ団のインディーズ2枚目のシングルとしてOriental Recordsから発売された。

## 概要
曲中に出てくる、マンマ・ミーアは「なんてこった！」という意味。どんな事にも向かっていく全力女子を描いた曲。